# レジリ学園関西校
レジリ学園関西校は、内閣官房国土強靱化推進室が推進するナショナル・レジリエンス・コミュニティの一環として、2018年4月にスタートした活動である。

## 概要
国土強靱化推進室主催の国土強靱化ワークショップの関西からの参加者を中心に、先に東京で結成されていたレジリ学園の関西版として活動している。世話人として大阪市立大学の生田英輔副所長、小島一哉特別研究員、佐藤拓也特別研究員が企画・運営を担っている。2か月に1回のペースでゲスト講師による講演、ワークショップ、視察会などを開催している。企業、行政、防災士、研究者、学生などがフラットな関係の中でレジリエンス・コミュニティを形成している。

## 活動目的と成果
活動目的は次の実践の3つである。
1. 地域の最前線で災害対策・災害対応に当たる人材の災害知識・災害対応力の向上、
2. 防災・減災、持続可能なまちづくりなどに関心の高い人材の繋がりの創出
3. 多様な立場の人材が参加することによる、企業―行政―専門職―市民間の効果的なリスクコミュニケーション

2020年3月には第6回ジャパン・レジリエンス・アワード（強靱化大賞）優秀賞を受賞した。

## 各回の内容
| 回数 Vol | 日付           | タイトル                                         | 講師・ゲスト |
| -------- | -------------- | ------------------------------------------------ | --- |
| 第1回    | 2018年4月10日  | レジリ学園関西校 キックオフ                      | 河田惠昭 関西大学社会安全研究センター長・特別任命教授                                                              |
| 第2回    | 2018年7月10日  | 奈良県生駒市のコミュニティと自治体の活動事例     | |
| 第3回    | 2018年9月11日  | 国土強靱化アクションプラン2018を知ろう           | |
| 第4回    | 2018年11月13日 | 地域の強靱化と防災                               | 宍戸英明 大阪府 危機管理室 防災企画課長 安井幹人 大阪市 危機管理室 防災計画担当課長                                |
| 第5回    | 2019年1月21日  | 災害医療の最前線                                 | |
| 第6回    | 2019年3月7日   | 地域における防災士の活動について                 | 高橋実芳子 ＮＰＯ法人 兵庫県防災士会 理事長 木村郁夫 NPO法人 日本防災士会 大阪府支部 事務局長                      |
| 第7回    | 2019年5月21日  | 近畿地方整備局の防災に関する取組み               | |
| 第8回    | 2019年7月26日  | 減災・防災に関する情報発信・情報共有力を高めよう | |
| 第9回    | 2019年9月17日  | 外国人旅行者の防災・減災                         | |
| 第10回   | 2019年12月5日  | ヤフー株式会社                                   | |
| 第11回   | 2020年1月27日  |                                                  | |
| 第12回   | 2020年3月17日  | 災害の現場から                                   | |
| 第13回   | 2020年4月25日  | 新型コロナと街のにぎわい                         | （中澤幸介 株式会社新建新聞社取締役 リスク対策.com編集長                                                           |
| 第14回   | 2021年1月19日  | 災害後における住まいとまちづくりの再構築と改善   | |
| 第15回   | 2021年8月 日   |                                                  | |
| 第16回   | 2021年9月21日  | 災害と報道                                       | 朝日放送テレビ報道局「おはよう朝日です」気象情報デスクの木戸崇之                                                   |
| 第21回   | 2021年8月28日  |                                                  | |
| 第22回   | 2022年9月21日  | 災害時、命を守る減災教育とジェンダーへの理解を   | NPO法人みんなのカラダLabo 代表理事 澤本志帆 コーディネーター 大阪公立大学 都市科学・防災研究センター 教授 生田英輔 |
| 第23回   | 2022年11月16日 | 長期的視点に立った防災・減災対策                 | 大阪公立大学法人大阪 理事長顧問 大阪公立大学都市科学・防災研究センター 特任教授 宮野道雄                           |
| 第24回   | 2022年 月 日   |                                                  | |
| 第25回   | 2022年 月 日   |                                                  | |
| 第26回   | 2023年5月16日  | デジタル活用で変わるコミュニティの防災           | |
| 第27回   | 2023年7月20日  | 温故知新と居安思危で南海トラフ地震を乗り越える   | 福和伸夫（あいち・なごや強靭化共創センター・センター長、南海トラフ巨大地震対策検討ワーキンググループ主査）         |